# Eleição presidencial no Egito em 2012
A eleição presidencial do Egito de 2012 foi realizada em duas etapas: primeiro turno em 23 e 24 de maio; e segundo turno em 16 e 17 de junho. De acordo com o sistema eleitoral, se nenhum dos candidatos obtivesse a maioria absoluta dos votos (50%+1), um segundo turno seria realizado em 16 e 17 de junho, sendo de facto realizado, com a não confirmação de resultado conclusivo no primeiro turno. Esta eleição é considerada histórica por ser a primeira eleição livre do país, já que nas outras não havia oposição de forma que o vencedor era óbvio.
O segundo turno confirmou a vitória dos islamitas, representados pelo Partido da Liberdade e da Justiça, conquistando 51,7%, tendo Morsi como primeiro presidente eleito em eleições livres na era pós-Mubarak.

## Contexto político
Há 30 anos, o Egito foi governado pela ditadura de Hosni Mubarak. De 25 de janeiro a 11 de fevereiro de 2011 aconteceram uma série de manifestações de rua, protestos e atos de desobediência civil. Os principais motivos para o início das manifestações e tumultos foram a violência policial, leis de estado de exceção, o desemprego, o desejo de aumentar o salário mínimo, falta de moradia, inflação, corrupção, falta de liberdade de expressão, más condições de vida e fatores demográficos estruturais. A oposição a Mubarak levou a renúncia do presidente e vice em 11 de fevereiro de 2011. Tomou posse no lugar um Conselho Militar Supremo liderado por Mohamed Hussein Tantawi no qual declarou que passaria o governo aos civis — todos os presidentes desde a revolução de 1952 eram militares. Durante as manifestações, exigia-se eleições livres. Após a deposição de Mubarak, o Conselho Militar mudou a data das eleições várias vezes fazendo com que ela fosse adiada, o que provocou uma certa tensão.

## Resultados

### Primeiro turno
| Partido | Partido                                 | Candidato                 | Votos      | Votos (%) |
| ------- | --------------------------------------- | ------------------------- | ---------- | --------- |
|         | Partido da Liberdade e da Justiça       | Mohamed Morsi             | 5 764 952  | 24,78%    |
|         | Independente                            | Ahmed Shafiq              | 5 505 327  | 23,66%    |
|         | Partido da Dignidade                    | Hamdeen Sabahi            | 4 820 273  | 20,72%    |
|         | Independente                            | Abdel Moneim Aboul Fotouh | 4 065 239  | 17,47%    |
|         | Independente                            | Amr Moussa                | 2 588 850  | 11,13%    |
|         | Independente                            | Mohammad Salim Al-Awa     | 235 374    | 1,01%     |
|         | Independente                            | Khaled Ali                | 134 056    | 0,58%     |
|         | Partido da Aliança Popular Socialista   | Abu Al-Izz Al-Hariri      | 40 090     | 0,17%     |
|         | Partido Nacional Unionista Progressista | Hisham Bastawisy          | 29 189     | 0,13%     |
|         | Independente                            | Mahmoud Houssam           | 23 992     | 0,1%      |
|         | Partido da Geração Democrata            | Mohammad Fawzi Issa       | 23 889     | 0,1%      |
|         | Partido da Paz Democrática              | Houssam Khairallah        | 22 036     | 0,09%     |
|         | Partido da Autenticidade                | Abdulla Alashaal          | 12 249     | 0,05%     |
| Totais  | Totais                                  | Totais                    | 23 265 516 |           |
| Fonte:  |                                         |                           |            |           |

### Segundo turno
| Partido | Partido                           | Candidato     | Votos      | Votos (%) |
| ------- | --------------------------------- | ------------- | ---------- | --------- |
|         | Partido da Liberdade e da Justiça | Mohamed Morsi | 13 230 131 | 51,73%    |
|         | Independente                      | Ahmed Shafiq  | 12 347 380 | 48,27%    |
| Totais  | Totais                            | Totais        | 25 577 511 |           |
| Fonte:  |                                   |               |            |           |

### Estatísticas eleitorais
| Estatísticas          | Primeiro turno | Primeiro turno | Segundo turno | Segundo turno |
| --------------------- | -------------- | -------------- | ------------- | ------------- |
| Votos inválidos       | 406 720        | 1,72%          | 843 252       | 3,19%         |
| Participação          | 23 672 236     | 46,42%         | 26 420 763    | 51,85%        |
| Abstenções            | 27 324 510     | 53,58%         | 24 538 031    | 48,15%        |
| Eleitores registrados | 50 996 746     | 50 996 746     | 50 958 794    | 50 958 794    |